# Leonard Borkowicz

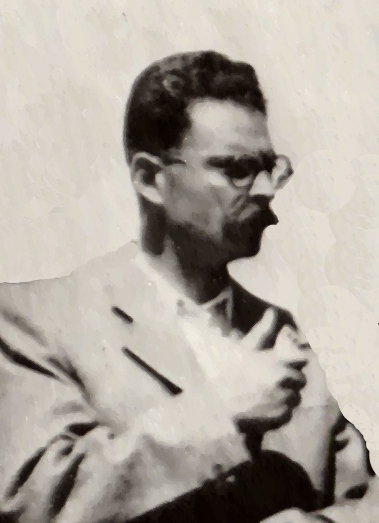
Leonard Borkowicz, 1947

Leonard Borkowicz (* 4. Januar 1912 in Wien; † 26. Oktober 1989 in Warschau) war ein polnischer Kommunist, Beauftragter der Volksrepublik Polen für den Bezirk Westpommern einschließlich Stettins (1945 bis 1946) und dort der erste Woiwode (1946–1949).

## Leben
Borkowicz wuchs in einer jüdischen Familie in Wien als Sohn von Emil Berkowicz und Laura geb. Brings auf und absolvierte das Gymnasium. 1927 trat er der polnischen Kommunistischen Jugend bei und im Jahre 1930 der Kommunistischen Partei Polens. Er gehörte auch der Kommunistischen Partei der Westukraine und der Kommunistischen Partei Deutschlands an. Im Jahr 1932 wurde er von den polnischen Behörden zu fünf Jahren Gefängnis verurteilt, die er von 1936 bis 1937 im Gefängnis Bereza Kartuska verbüßte. 
Im Zweiten Weltkrieg war er Offizier der Roten Armee und der Polnischen Volksarmee. Von August bis Oktober 1943 war er Kommandant des 1. Pragaer Infanterie-Regiments. 
Er wurde mit dem Orden des Grunwald-Kreuzes dritter Klasse (1946), dem Orden Virtuti Militari 5. Klasse und dem Kommandeurskreuz des Ordens Erbauer Volkspolens ausgezeichnet.
Im Juli 1944 wurde er Beauftragter des Lubliner Komitees in der Woiwodschaft Białystok. Von Oktober 1944 bis März 1945 war er stellvertretender Leiter der politischen Bildung der Milicja Obywatelska. Im März 1945 war er Verbindungsoffizier der Provisorischen Regierung mit der 1. Weißrussischen Front. Im April 1945 ernannte ihn die Polnische Regierung zum Regierungsbevollmächtigten im Bezirk Westpommern, der späteren Woiwodschaft Stettin (1946–1975), deren Woiwode Borkowicz in den Jahren 1946 bis 1949 war.
Im Februar 1949 trat er von seiner Funktion zurück und wurde zum polnischen Botschafter in der Tschechoslowakei ernannt. 1950 wurde er nach einem Skandal entlassen. Die letzten zehn Jahre seines Lebens verbrachte er in Warschau, wo er von seiner kleinen Rente in ärmlichen Verhältnissen lebte. Er beging Suizid und wurde auf dem Nordfriedhof in Warschau begraben.